# Kosovo Force
Kosovo Force, förkortat KFOR, är en NATO-ledd internationell fredsstyrka i Kosovo med ett FN-mandat, UNSCR 1244, som stöd för insatsen. Syftet är att upprätthålla "Safe and Secure Environment" (SASE) och "Freedom of Movement" (FOM) vilket innebär att upprätthålla fred och allmän säkerhet i Kosovo för samtliga etniciteter som bor och befinner sig i Kosovo. Det självutnämnda, delvis erkända, landet på Balkan har varit under FN-administration sedan 1999.
Det innebär att NATO ansvarar för att upprätthålla allmän ordning och se till att överenskommelser mellan de stridande parterna efterföljs. Styrkan ska även stödja FN:s övergångsadministration av provinsen. Efter Kosovos självständighetsförklaring den 17 februari 2008 ska EU:s polis- och rättsinsatsstyrka Eulex gradvis överta KFOR:s funktioner i Kosovo.
Nato har haft trupper i landet sedan den 12 juni 1999. Som mest tjänstgjorde 50 000 man från olika nationer. Trupperna sattes in sedan Kosovo lidit stora humanitära kriser. Nära en miljon kosovoalbaner lämnade provinsen som flyktingar.
År 2007 har 16 000 man tjänstgjort som mest. Nato ska avveckla sitt stöd i takt med att kosovoalbanerna bygger upp en egen administration.

## Sveriges deltagande i KFOR
Flera tusen svenska män och kvinnor har tjänstgjort efter krigsslutet vid KFOR-styrkan. Varje bataljon mellan 1999 och 2004 bestod av cirka 700 soldater. Några kilometer utanför huvudstaden Pristina, i byn Hajvalia, låg Camp Victoria, en svensk militärförläggning. På området fanns bland annat en byggnad som tillhört Jugoslaviens inrikesdepartement och som användes som arbetsutrymme för det svenska uppdraget. 2011 avvecklades Camp Victoria.
Under Camp Victorias sista år användes basen av ett flertal nationers trupper då den svenska kontingenten (SWECON) dragits ned i personalstyrka. I samband med att KS09 avlöste KS08 reducerades styrkan från bataljonsstorlek till ett förstärkt kompani, KS09 förstärktes senare av en IA (Insats Armen) enhet under the March Riots, och kom nära upp till den forna bataljonsstorleken. Men detta förändrades igen när KS10 avlöste KS09. Styrkan kom även med denna organisationsförändring att kallas Kosovostyrkan. Sverige har fortfarande mindre styrkor på plats i Kosovo, så kallade LMT (Liassion Monitoring Team. Dessa bor i av Försvarsmakten hyrda hus, nära den befolkning de övervakar.
KFOR är numera indelat i fem stycken så kallade "Battle Groups", Sverige ingår i Multinational Battle Group Center eller MNBG C tillsammans med soldater från Finland, Irland, Tjeckien, Slovakien och Lettland. De övriga delarna av KFOR heter North, South, East, West det vill säga MNBG N och så vidare.
Sveriges sista militära truppstyrka i Kosovo, KS27, avslutade sin tjänstgöring under oktober till december 2013 och lämnade över sitt ansvar till Italien. Totalt hade då den svenska försvarsmakten bemannat 9000 befattningar sedan 1999 inom KFOR. Under 2014 tjänstgjorde några få svenska officerare i Kosovo.

## Förbandshistorik
| Förbandskod | Förbandsnamn                      | Aktivt                   | Huvudman | Kommentar |
| ----------- | --------------------------------- | ------------------------ | -------- | --- |
| KS01        | Första bataljonen                 | oktober 1999–maj 2000    | KFOR     | Uppsatt av Södermanlands regemente, (P 10)                                                                           |
| KS02        | Andra bataljonen                  | maj–oktober 2000         | KFOR     | Uppsatt av Jämtlands fältjägarregemente, (I 5)                                                                       |
| KS03        | Tredje bataljonen                 | oktober 2000–april 2001  | KFOR     | Uppsatt av Södra skånska regementet, (P 7)                                                                           |
| KS04        | Fjärde bataljonen                 | april–november 2001      | KFOR     | Uppsatt av Norrlands dragonregemente, (K 4) och Första amfibieregementet, (Amf 1) Kallades också Madeleinebataljonen |
| KS05        | Femte bataljonen                  | november 2001–juni 2002  | KFOR     | Uppsatt av Norrbottens regemente, (I 19) och Livregementets husarer, (K3)                                            |
| KS06        | Sjätte bataljonen                 | juni–december 2002       | KFOR     | Uppsatt av Södermanlands regemente, (P 10)                                                                           |
| KS07        | Sjunde bataljonen                 | december 2002–juni 2003  | KFOR     | Uppsatt av Första amfibieregementet, (Amf 1) och Livgardet, (LG)                                                     |
| KS08        | Åttonde bataljonen                | juni–december 2003       | KFOR     | Uppsatt av Jämtlands fältjägarregemente, (I 5) och Livregementets husarer, (K 3)                                     |
| KS09        | Nionde bataljonen (halv bataljon) | december 2003–juni 2004  | KFOR     | Uppsatt av Gotlands regemente, (P 18)                                                                                |
| KS10        | Tionde kosovostyrkan              | juni–december 2004       | KFOR     | Uppsatt av Skaraborgs regemente, (P 4) och Livgardet, (LG)                                                           |
| KS11        | Elfte kosovostyrkan               | december 2004–juni 2005  | KFOR     | Uppsatt av Jämtlands fältjägarregemente, (I 5)                                                                       |
| KS12        | Tolfte kosovostyrkan              | juni 2005–december 2005  | KFOR     | Uppsatt av Livgardet, (LG)                                                                                           |
| KS13        | Trettonde kosovostyrkan           | december 2005–juni 2006  | KFOR     | Uppsatt av Skaraborgs regemente, (P 4)                                                                               |
| KS14        | Fjortonde kosovostyrkan           | juni 2006–mars 2007      | KFOR     | Uppsatt av Södra skånska regementet, (P 7)                                                                           |
| KS15        | Femtonde kosovostyrkan            | mars 2007–oktober 2007   | KFOR     | Uppsatt av Första amfibieregementet, (Amf 1)                                                                         |
| KS16        | Sextonde kosovostyrkan            | oktober 2007–april 2008  | KFOR     | Uppsatt av Luftvärnsregementet, (Lv 6)                                                                               |
| KS17        | Sjuttonde kosovostyrkan           | april 2008–oktober 2008  | KFOR     | Uppsatt av Livgardet, (LG)                                                                                           |
| KS18        | Artonde kosovostyrkan             | oktober 2008–april 2009  | KFOR     | Uppsatt av Blekinge flygflottilj (F 17) och Södra Skånska Regementet (P 7)                                           |
| KS19        | Nittonde kosovostyrkan            | april 2009–oktober 2009  | KFOR     | Uppsatt av Skaraborgs regemente, (P 4)                                                                               |
| KS20        | Tjugonde kosovostyrkan            | oktober 2009–april 2010  | KFOR     | Uppsatt av Luftvärnsregementet, (Lv 6)                                                                               |
| KS21        | Tjugoförsta kosovostyrkan         | april 2010–oktober 2010  | KFOR     | Uppsatt av Första amfibieregementet, (Amf 1).                                                                        |
| KS22        | Tjugoandra kosovostyrkan          | oktober 2010–april 2011  | KFOR     | Uppsatt av Göta ingenjörregemente (Ing 2)                                                                            |
| KS23        | Tjugotredje kosovostyrkan         | april 2011–oktober 2011  | KFOR     | Uppsatt av Livgardet, (LG)                                                                                           |
| KS24        | Tjugofjärde kosovostyrkan         | oktober 2011–april 2012  | KFOR     | Uppsatt av Blekinge flygflottilj (F 17)                                                                              |
| KS25        | Tjugofemte kosovostyrkan          | april 2011–oktober 2012  | KFOR     | Uppsatt av Trängregementet (TrängR)                                                                                  |
| KS26        | Tjugosjätte kosovostyrkan         | oktober 2012–april 2013  | KFOR     | Uppsatt av Göta ingenjörregemente (Ing 2)                                                                            |
| KS27        | Tjugosjunde kosovostyrkan         | april 2013–december 2013 | KFOR     | Uppsatt av Luftstridsskolan (LSS)                                                                                    |